# 托爾克米茨科
托爾克米茨科是波蘭的城鎮，位於該國北部，由瓦爾米亞-馬祖里省負責管轄，面積2.28平方公里，2006年人口2,731。在第一次瓜分波蘭中，該鎮在1772年被納入普魯士王國管治範圍。

## 外部連結
- Official town website （页面存档备份，存于）
- Map from mapa.szukacz.pl （页面存档备份，存于）
- Foto

54°19′N 19°31′E / 54.317°N 19.517°E